# Franklin & Bash
Franklin & Bash és una comèdia dramàtica nord-americana, creada per Kevin Falls i Bill Chais. La sèrie és protagonitzada per Mark-Paul Gosselaar i Breckin Meyer com dos advocats poc convencionals, disposats a fer tot per complaure als seus clients. Guanyar un cas de molt alt perfil els portarà grans canvis a les seves vides. Cadascun té certes qualitats que fa que siguin la parella d'advocats perfecta. La sèrie va ser estrenada l'1 de juny de 2011 en EE.UU. pel canal TNT i llançada l'11 d'agost a Llatinoamèrica pel canal Sony.
El 26 de juliol de 2011 va ser renovada per a una segona temporada que constà de 10 episodis. El 28 de setembre de 2012, TNT va decidir renovar la sèrie per a una tercera temporada. El 17 d'octubre de 2013, la sèrie va ser renovada per a una quarta temporada. TNT no renova la sèrie per a una cinquena temporata.

## Argument
Peter Bash és tenaç, apassionat, faldiller i bon amic. Jared Franklin està més centrat, desitja fer allò que és correcte i allunyar-se de l'ombra del seu pare, un conegut advocat. Jared i Peter són advocats, amics i supervivents nats. Es dediquen a casos fàcils: accidents de cotxe, demandes a l'ajuntament, etc. Usen mètodes poc ortodoxos però efectius. Gràcies a això aconsegueixen l'atenció de Stanton Infeld, amo de Infeld Daniels, una de les signatures d'advocats més importants de Los Angeles, qui creu que són perfectes per donar-li una nova energia a la seva companyia ja que li recorden a ell mateix en els seus inicis. Mentre s'adapten a la seva nova ocupació, Jared i Peter tindran l'ajuda de Carmen i Pindar; però al mateix temps no seran ben rebuts per varis dels seus companys, especialment Damien Karp, el nebot d'Infeld.

## Personatges

### Personatges Principals
- Breckin Meyer com Jared Franklin.
- Mark-Paul Gosselaar com Peter Bash.
- Malcolm McDowell com Stanton Infeld.
- Dana Davis com Carmen Phillips.
- Kumail Nanjiani com Pindar Singh.
- Reed Diamond com Damien Karp.
- Garcelle Beauvais com Hanna Limitin (Temporades 1 i 2).
- Heather Locklear com Rachel King (Temporada 3).[10]

### Personatges Secundaris
- Alexandra Holden com Debbie Wilcox.
- Claire Coffee com Janie Ross.
- Rhea Seehorn com Ellen.
- Gates McFadden com a Jutgessa Mallory Jackobs.